# Nannilam
Nannilam is een panchayatdorp in het district Tiruvarur van de Indiase staat Tamil Nadu. 

## Demografie
Volgens de Indiase volkstelling van 2001 wonen er 9.880 mensen in Nannilam, waarvan 50% mannelijk en 50% vrouwelijk is. De plaats heeft een alfabetiseringsgraad van 75%. 